# Lithobius phulchokensis
Lithobius phulchokensis är en mångfotingart som beskrevs av J.R. Eason 1989. Lithobius phulchokensis ingår i släktet Lithobius och familjen stenkrypare.
Artens utbredningsområde är Nepal. Inga underarter finns listade i Catalogue of Life.